# 常璩
常 璩（じょう きょ、生没年不詳）は、東晋の歴史家・官僚。字は道将。本貫は蜀郡江原県。

## 生涯
常氏は江原県を代表する姓であり、常璩の従祖父の常寛は西晋の主簿・別駕をつとめた。
常璩は蜀の成都で育ち、おさなくして学を好んでいたという。
李雄が益州に成漢を起こすと、常寛はこれに降伏し、武平郡太守に任じられた。常璩は成漢により散騎常侍に任じられた。
嘉寧2年（347年）、東晋の桓温が成都城下に迫ると、常璩は李勢に降伏を勧めた。李勢が降伏して成漢が滅ぶと、桓温は常璩を参軍として任用した。
常璩は蜀の地方史である『華陽国志』12巻や成漢の故事をまとめた『漢之書』10巻を著した。『華陽国志』は、現存する中国の地方誌でもっとも古いものの一つである。
清末に編纂された『増修濯県志』に「常道将の廃宅は治の南三十里在り」とあり常璩が非常に力を持った一族であったことが窺える。